# Ulpius Saturninus
Ulpius Saturninus (sein Praenomen ist nicht bekannt) war ein im 2. Jahrhundert n. Chr. lebender Angehöriger des römischen Ritterstandes (Eques).
Durch Militärdiplome ist belegt, dass Saturninus am 19. Juli 146 Statthalter der Provinz Dacia inferior war. Unter Mark Aurel war er praefectus annonae. Sein Vater war möglicherweise ein kaiserlicher Freigelassener.